# Icewind Dale: Heart of Winter
Icewind Dale: Heart of Winter es una expansión oficial para el videojuego de rol Icewind Dale desarrollada por Black Isle Studios. Introdujo muchos cambios y adiciones al juego original, e incluyó una campaña totalmente nueva. Una expansión descargable para este complemento, titulada Trials of the Luremaster, fue lanzada de forma gratuita.

## Características
Algunos de los cambios notables incluyen tales como la adición de varios tipos de enemigos clásicos de Dungeons & Dragons que faltaban en el original, una cima puntos de experiencia superior, nuevos objetos mágicos para encontrar y comprar, un dificultad especial, "Heart of Fury", de mayor poder enemigo y más puntos de experiencia de ganancia, y la posibilidad de establecer la resolución mayor a 640×480. El juego se basa todavía en la segunda edición conjunto de reglas de Advanced Dungeons & Dragons, pero al igual que Baldur's Gate II: Shadows of Amn, incluyó varios cambios (por ejemplo, las nuevas tablas de la progresión de conjuros) de la tercera edición del conjunto de reglas.
Con el fin de acceder a la nueva campaña, el jugador debe entrar en una puerta cerrada con anterioridad en la ciudad de Kuldahar mientras que posee un grupo de nivel 9 o más.

## Trama
El jugador es recibido por un chamán bárbaro, Hjollder, que revela que él tiene visiones de un gran conflicto y que el grupo del jugador es la clave para detenerlo. El jugador va a Lonelywood, donde descubre que la gran fuerza de los bárbaros está reuniéndose cerca, amenazando con destruir las Diez Ciudades. La fuerza está dirigida por Wylfdene, gran señor de la guerra bárbara que ha regresado de entre los muertos con el alma de Jerrod en su cuerpo, y ahora está ansioso por atacar las Diez Ciudades en nombre de Tempos.
El grupo va al campamento y se encuentra con el mismo Wylfdene, el jefe de los bárbaro. Hjollder cree que algo está mal con él, y es exiliado del campamento de los bárbaros. El grupo encuentra exiliado a Hjollder los cementerios bárbaros, plagados de muertos vivientes y los espíritus. Así, descubren que no es Jerrod quien reside dentro del cuerpo resucitado de Wylfdene.
Ahora, la única manera de descubrir la verdad es encontrar el vidente, una anciana con gran fuerza mística. El grupo va a Gloomfrost donde se encuentran la vidente. Ella revela que es el alma de la gran sierpe blanco, Icasaracht, habita en el cuerpo Wylfdene y trata de hacer la guerra.
Después de Lonelywood, el grupo regresa al campamento de los bárbaros, en que la propia vidente se acerca Wylfdene. Ella es matada por él, pero tiene éxito en exorcizar el espíritu de dragón de su cuerpo. La última tarea del grupo del jugador es viajar hasta el mar de hielo en movimiento, donde se encuentra la Ciudadela de Icasaracht. Allí, luchan contra bárbaros, trolls y sahuagins, y en última instancia, encontrar el Dragón Blanco Icasaracht. Ellos la matan, para destruir su alma,  también rompen la Piedra del Alma de Icasaracht, la misma que tenía la intención de utilizar para ser inmortal.

## Trials of the Luremaster

### Características
Trials of the Luremaster es un paquete gratuito, la expansión descargable para Icewind Dale: Heart of Winter. Fue lanzado por Black Isle Studios debido a las críticas que, por su propia cuenta, Heart of Winter fue muy corto. Contiene una gran mazmorra, como la ubicación con varias nuevas áreas para explorar, y un puñado de nuevos enemigos para combatir y objetos para encontrar. También actúa como último parche del juego, reparando un número de errores y llevando la versión del juego hasta v1.42.

### Trama
El jugador se encuentra con un misterioso halfling (especie de hobbit), Hobart Stubbletoes, que se presenta en el Hotel Cadalso Whistling in Lonelywood. El busca un grupo de héroes fornidos para una misión a un lugar lleno de maravillas, con los tesoros más allá de la imaginación. Si el grupo acepta, serán transportados a un lugar nuevo, lejos de los terrenos helados de los Valles, encontrándose dentro de los muros de un castillo en ruinas en una tierra desconocida, el desierto Anaurokh. El castillo en sí es un lugar donde el espíritu llamado Luremaster constantemente desafía a los aventureros con muchas trampas y monstruos. La única manera de salir del lugar es derrotar a todos los monstruos, evitar trampas, encontrar un buen botín, si es posible, y derrotar a la Luremaster.

## Recepción
Aunque el juego contiene numerosos cambios que la mayoría sentía que eran para bien, fue muy criticado por la longitud de su campaña, que fue mucho más corta que la del juego original. A pesar de esto, el juego todavía logrado críticas muy positivas.